# Discosaurus
Discosaurus vetustus
Ne doit pas être confondu avec Discosauriscus.
Genre
Espèces de rang inférieur
- †Discosaurus vetustus Leidy, 1851, espèce type, nomen vanum

Discosaurus est un genre fossile de plésiosaures de la sous-famille des Brachaucheninae (famille des Pliosauridae).
Selon Paleobiology Database en 2024, ce genre est resté monotypique avec pour seule espèce fossile son espèce-type Discosaurus vetustus. Il est vide de fossiles et d'espèces car les six espèces connues ont été renommées ou déclarées en nomen vanum.
Ce genre est attente de sa déclaration nomen vanum.

## Historique
Le genre Discosaurus et l'espèce Discosaurus vetustus sont décrits en 1851 par le paléontologue américain Joseph Leidy,.

### Fossiles
Selon Paleobiology Database en 2024, ce genre Discosaurus n'a plus de collections référencées de fossiles.

### Famille
Le genre Discosaurus est classé dans la sous-famille des Brachaucheninae (la famille des Pliosauridae) en 1930 par Hay,.

### Genre homonyme invalide
En 1883 Credner (d) décrit un nouveau genre de tétrapodes de la famille des Karpinskiosauridae Discosaurus. Celui-ci a été renommé Discosauriscus Kuhn, 1933 de même pour Discosaurus netschajevi renommé en Discosauricus netschajevi.

## Espèces ennomen vanum
Les trois espèces Elasmosaurus orientalis Cope, 1869 renommée Discosaurus orientalis (Cope,1869), Discosaurus planior Leidy, 1870, Discosaurus vetustus Leidy, 1851, sont déclarées nomen vanum de Plesiosauria en 1962 par Welles.

## Espèces renommées
L'espèce Cimoliasaurus magnus Leidy, 1851 est renommée Discosaurus magnus (Leidy, 1851) par Cope en 1869-1870 puis renommée Cimoliasaurus magnus par Cope (1869), Hay (1902), Lambe (1902), Williston (1903), Williston (1906), Persson (1963) and O'Keefe & Street (2009).
L'espèce Discosaurus carinatus Cope, 1868 est renommée Elasmosaurus platyurus par Cope lui-même la même année.

## Description
Discosaurus est un genre fossile de plésiosaures du Santonien d'Alabama et du Mississippi. Une espèce est connue, Discosaurus vestutus.
L'holotype, onze vertèbres, a été découvert par Joseph Jones en Alabama et au Mississippi, et a été nommé et décrit comme Discosaurus vestutus par Leidy (1851). Deux autres spécimens du New Jersey ont été décrits et ont ensuite été reclassés comme appartenant à Cimoliasaurus magnus par Leidy (1870b).
Leidy (1870b) a plus tard soutenu que Discosaurus était le même animal qu’Elasmosaurus.

## Classification
Le cladogramme de la sous-famille Brachaucheninae ci-dessous est basée d'après Madzia et al. (2018) : 
|  | Megacephalosaurus                |
|  |                                  |
|  | 'Polyptychodon' (DORK/G/1-2)     |
|  |                                  |
|  | \| \| Brachauchenius \| \| \| \| |
|  |                                  |
|  | Brachauchenius                   |
|  |                                  |

|  | Brachauchenius |
|  |                |

|  | Megacephalosaurus                |
|  |                                  |
|  | 'Polyptychodon' (DORK/G/1-2)     |
|  |                                  |
|  | \| \| Brachauchenius \| \| \| \| |
|  |                                  |
|  | Brachauchenius                   |
|  |                                  |

|  | Brachauchenius |
|  |                |

|  | Megacephalosaurus                |
|  |                                  |
|  | 'Polyptychodon' (DORK/G/1-2)     |
|  |                                  |
|  | \| \| Brachauchenius \| \| \| \| |
|  |                                  |
|  | Brachauchenius                   |
|  |                                  |

|  | Brachauchenius |
|  |                |

|  | Megacephalosaurus                |
|  |                                  |
|  | 'Polyptychodon' (DORK/G/1-2)     |
|  |                                  |
|  | \| \| Brachauchenius \| \| \| \| |
|  |                                  |
|  | Brachauchenius                   |
|  |                                  |

|  | Brachauchenius |
|  |                |

|  | Megacephalosaurus                |
|  |                                  |
|  | 'Polyptychodon' (DORK/G/1-2)     |
|  |                                  |
|  | \| \| Brachauchenius \| \| \| \| |
|  |                                  |
|  | Brachauchenius                   |
|  |                                  |

|  | Brachauchenius |
|  |                |

|  | Megacephalosaurus                |
|  |                                  |
|  | 'Polyptychodon' (DORK/G/1-2)     |
|  |                                  |
|  | \| \| Brachauchenius \| \| \| \| |
|  |                                  |
|  | Brachauchenius                   |
|  |                                  |

|  | Brachauchenius |
|  |                |

|  | Megacephalosaurus                |
|  |                                  |
|  | 'Polyptychodon' (DORK/G/1-2)     |
|  |                                  |
|  | \| \| Brachauchenius \| \| \| \| |
|  |                                  |
|  | Brachauchenius                   |
|  |                                  |

|  | Brachauchenius |
|  |                |

|  | Megacephalosaurus                |
|  |                                  |
|  | 'Polyptychodon' (DORK/G/1-2)     |
|  |                                  |
|  | \| \| Brachauchenius \| \| \| \| |
|  |                                  |
|  | Brachauchenius                   |
|  |                                  |

|  | Brachauchenius |
|  |                |

|  | Megacephalosaurus                |
|  |                                  |
|  | 'Polyptychodon' (DORK/G/1-2)     |
|  |                                  |
|  | \| \| Brachauchenius \| \| \| \| |
|  |                                  |
|  | Brachauchenius                   |
|  |                                  |

|  | Brachauchenius |
|  |                |

|  | Megacephalosaurus                |
|  |                                  |
|  | 'Polyptychodon' (DORK/G/1-2)     |
|  |                                  |
|  | \| \| Brachauchenius \| \| \| \| |
|  |                                  |
|  | Brachauchenius                   |
|  |                                  |

|  | Brachauchenius |
|  |                |

|  | Megacephalosaurus                |
|  |                                  |
|  | 'Polyptychodon' (DORK/G/1-2)     |
|  |                                  |
|  | \| \| Brachauchenius \| \| \| \| |
|  |                                  |
|  | Brachauchenius                   |
|  |                                  |

|  | Brachauchenius |
|  |                |

|  | Megacephalosaurus                |
|  |                                  |
|  | 'Polyptychodon' (DORK/G/1-2)     |
|  |                                  |
|  | \| \| Brachauchenius \| \| \| \| |
|  |                                  |
|  | Brachauchenius                   |
|  |                                  |

|  | Brachauchenius |
|  |                |

|  | Megacephalosaurus                |
|  |                                  |
|  | 'Polyptychodon' (DORK/G/1-2)     |
|  |                                  |
|  | \| \| Brachauchenius \| \| \| \| |
|  |                                  |
|  | Brachauchenius                   |
|  |                                  |

|  | Brachauchenius |
|  |                |

|  | Megacephalosaurus                |
|  |                                  |
|  | 'Polyptychodon' (DORK/G/1-2)     |
|  |                                  |
|  | \| \| Brachauchenius \| \| \| \| |
|  |                                  |
|  | Brachauchenius                   |
|  |                                  |

|  | Brachauchenius |
|  |                |

|  | Megacephalosaurus                |
|  |                                  |
|  | 'Polyptychodon' (DORK/G/1-2)     |
|  |                                  |
|  | \| \| Brachauchenius \| \| \| \| |
|  |                                  |
|  | Brachauchenius                   |
|  |                                  |

|  | Brachauchenius |
|  |                |

|  | Megacephalosaurus                |
|  |                                  |
|  | 'Polyptychodon' (DORK/G/1-2)     |
|  |                                  |
|  | \| \| Brachauchenius \| \| \| \| |
|  |                                  |
|  | Brachauchenius                   |
|  |                                  |

|  | Brachauchenius |
|  |                |

### Publication originale
- [1870] (en) Joseph Leidy, « Descriptions of a number of fossil reptiles and mammals », Proceedings of the Academy of Natural Sciences of Philadelphia, vol. 5,‎ 1851, p. 325-328.